# Акіміті Тьодзі
Чьоджі Акімічі (яп. 秋道 チョウジ Акімічі Чьоджі) — герой манґа- і аніме-серіалу «Naruto», створеного і намальованого манґакою Масаші Кішімото, хлопець із команди № 10, до якої, крім нього, входять Іно Яманака, Шікамару Нара. Сенсеєм (вчителем) команди є Асума Сарутобі.
Чьоджі — добродушний ніндзя Конохи, що дбає про своїх товаришів по команді. Він дещо затовстий як на звичайного ніндзя, однак попри це є першокласним шінобі з дуже оригінальними техніками.

## Характер
Чьоджі — надзвичайно відданий і вірний друг. Він ніколи не зрадить і завжди прийде на допомогу. Спершу Чьоджі (як загалом і команда № 10) виглядав боягузом, особливо на початку серій. Однак згодом показано його велике серце і турботу за близьких. Чьоджі ставить команду вище себе, позбувшись боягузливості й страху. Він стає безстрашним ніндзя. Через надмірну вагу Чьоджі не терпить, коли хтось вказує йому про цей недолік. Заявити Чьоджі, що він — товстун, це прямий шлях, щоб вивести Чьоджі з рівноваги й проситися на сутичку із ним. Часто цим користуються друзі Чьоджі — коли він не проявляє особливого інтересу до битви із супротивником, товариші нагадують йому про вагу, і це повністю змінює настрій Чьоджі. Він лютує і готовий трощити все на своєму шляху.
Чьоджі — дуже добра людина із чистою душею. Він відчуває співчуття до всіх беззахисних істот і не завдає шкоди слабшому. Цю рису Чьоджі проніс із самотнього дитинства, ставши добрим і милосердним шінобі.

## Відносини між персонажами
Єдиним другом дитинства для Чьоджі був його товариш по майбутній команді Шікамару Нара. Самотність, породжена надмірною вагою і нелюбов’ю однолітків, спричинила до відсутності друзів. Тільки Шікамару зміг роздивитися добру душу малого товстуна, він запропонував хлопцю дружити, і з того моменту вони стали найкращими друзями. Шікамару підтримував Чьоджі у складні моменти й ніколи не згадував про його зайву вагу. А Чьоджі був для нього вірним другом і готовий був пожертвувати життям заради Шікамару.
Зі своєю товаришкою по команді, Іно Яманака, Чьоджі має дуже хороші стосунки. Іно, хоча й намагалася цього не показувати, завжди дуже сильно піклувалася за Чьоджі, а хлопець, тим самим, завжди підтримував дівчину. Так само, Чьоджі дуже поважає свого сенсея, Асуму Сарутобі, і надзвичайно сумує після його смерті. Загалом, команда № 10 є дуже дружною, із самого початку показавши командний дух і підтримку одне одного.
До решти Ґенін Чьоджі відноситься з певним гумором та іронією, не надто намагаючись подружитися. Хоча решта новачків так само відносяться до Чьоджі, не вважаючи його достойним суперником, і як і більшість, не помічаючи глибини душі Чьоджі.

## Перша частина

### Дитинство
Чьоджі народився і виріс у клані Акімічі, відомого своїми «ваговими» техніками. Як і його батько, Чьоджі мав зайву вагу, тому у нього не було друзів — однолітки насміхалися з цієї вади. Нікому не хотілося проводити час із неповоротким товстуном. Тому Чьоджі почувався дуже самотньо, він часто запитував власного батька, чому у нього немає друзів, на що Чоза Акімічі відповідав, що скоро Чьоджі знайде справжнього друга, який цінувати й любитиме його таким, яким він є.
Під час однієї невдалої гри, коли однолітки прогнали Чьоджі, Шікамару Нара помітив, як Чьоджі врятував метелика із павутини. Це і підштовхнуло Шікамару до ближчого знайомства із хлопцем. Він прийшов додому до Чьоджі, запропонувавши дружити. Після цього хлопці стали найкращими друзями.
Чьоджі й Шікамару весь час проводили разом. Під час навчання в Академії Ніндзя, коли лінивому Шікамару набридало сидіти на уроках, друзі разом з іншими часто втікали з уроків і порушували дисципліну.

### Команда №10
Закінчивши Академію Ніндзя, Чьоджі був направлений у команду № 10, яка складалася з нього, Шікамару Нара та кунойічі Іно Яманака. Сенсеєм став Асума Сарутобі.Спершу Іно дещо гордувала хлопцями, але згодом всі стали дуже близькими. Команда виявилася на диво дружною. Чьоджі потрапив у одну команду з найкращим другом дитинства, знайшовши нову вірну подругу.
Згодом Асума направив власну команду на Екзамен для підвищення у званні до рівня Чунін. До речі, під час І (письмового) туру цього Екзамену команда № 10 — єдина, яка працювала навіть тоді разом. Адже завдяки своїм технікам Іно вдалося списати, і згодом вона передала правильні відповіді Чьоджі й Шікамару. Таким чином команда № 10 пройшла у другий тур. 
Під час другого туру жоден член команди не виявляв особливого ентузіазму. Ненажера Чьоджі одразу ж заходився до свого улюбленого заняття — їсти, не зважаючи на те, що Ліс Смерті аж кишів ворогами та пастками.
Згодом команда № 10 все-таки долає свій страх і приходить на допомогу Сакурі Xаруно. Перед цим Чьоджі найбільше лякається, він протестує, воліючи сховатися в кущах. Однак його противник, Заку Абуме, нагадує Чьоджі його найобразливішу рису, кажучи, що він товстун. Після цього Чьоджі шаленіє й атакує Заку.
Пройшовши згодом II тур, команда № 10 доходить до відбіркових боїв. Чьоджі випадає битися останньому, його супротивник — Досу Кінута, що боровся із його командою в Лісі Смерті. Бій закінчився на диво швидко, Досу без проблем подолав Чьоджі.
Оскільки Чьоджі програв, він більше не бере участі в Екзамені. Під час поєдинку Шікамару він спостерігає за ходом битви й дивується тому, що Шікамару здається. Під час поєдинку Саске проти Ґаара Чьоджі, як і більшість глядачів, потрапляє під дію Ґенджутсу Кабуто і засинає.

### Саске покидає Коноxу
Після того, як Саске покинув Коногу, була сформована команда по його поверненню Чьоджі став одним із її членів. Саме йому випав перший бій із Джіробо, одним із Четвірки Звуку, яка викрала Саске.
Коли команда наблизилася впритул до Звуковиків, Джіробо заточив ніндзя Коноги у земляну яму, завдяки чому пожирав чакру всіх Ґенін. Вибравшись звідти, молодим ніндзя залишилося наздогнати решту Звуковиків, однак на шляху стояв Джіробо. Тоді Чьоджі вирішує, що саме він повинен боротися із Джіробо.
Тоді Чьоджі каже Шікамару, що якщо він зараз же не вирушить зі своєю командою, то буде повним дурнем. Після цього він атакує Джіробо, використовуючи найсильніші техніки клану та особливі стимулятори, які в декілька разів збільшують його силу. Використавши найсильніший, червоний стимулятор, Чьоджі вдається перемогти. Відійшовши від місця битви, на дереві він бачить помітки, зроблені друзями, що вказували шлях. Розчулений Чьоджі плаче — згадавши під час битви, наскільки дорогим для нього є Шікамару, він не може стримати сліз. Після цього він втрачає свідомість.
Згодом, по завершенні місії, його забирають додому. Його стан критичний, Іно та Шікамару дуже переживають за друга. Однак медикам Коноги вдається врятувати хлопця.
Після цього Чьоджі з’являється у філерах аніме. Він зі своєю командою допомагає Наруто перемогти братів — злочинців, що втекли із в’язниці. Також тоді на допомогу приходить Тсунаде. Згодом ніндзя долають Мізукі, головного злочинця і повертаються до відносно спокійного життя.

## Друга частина

### Нова зустріч. Смерть Асуми
У II частині зустрічаємо подорослішалого Чьоджі, він досягнув рівня Чунін. Також видно зміни у його зовнішності — він одягається в одяг клану Акімічі й стає практично копією свого батька.
Згодом Чьоджі разом із власною командою та Какаші Гатаке бере участь у місії проти членів «Акацукі» — Какузу та Гідана. Під час однієї з битв гине Асума. Перед смертю він каже останні слова своїм учням. Іно, Шікамару та Чьоджі надзвичайно засмучені та пригнічені. Однак бій продовжується. Какузу мало не вбиває Какаші, Іно та Чьоджі. Однак саме вчасно на допомогу приходить команда Ямато — Наруто Узумакі, Сакура Гаруно, Ямато та Сай. Разом їм вдається перемогти членів «Акацукі». Коли Пейн нападає на Коноху Чьоджі і його батько приходять на допомогу Каташі який вступив у поєдинок з двома тілами Пейна.Вони завдають вирішальний удар одному Пейну, але в бою із другим завдяки Каташи (який нейтралізовує техніку ворога) Чьоджі єдиний залишається в живих. Перед смертю Каташи просить Чьоджі допомогти іншим і сповістити Цунаде про силу Пейна.Під час розмови й ним Цунаде сповіщає Чьоджі що його батько живий.

### Техніки
Як член клану Акімічі, Чьоджі використовує техніки маніпуляції вагою та розмірами власного тіла. Він здатен збільшуватися вдвічі, розтягувати власне тіло, видовжувати руки й таким чином тримати противника.
Також Чьоджі використовує особливий вид Тайджутсу — Кулясте Тайджутсу Кологи. Тоді Чьоджі перетворюється у величезну важку кулю, яка з великою швидкістю рухається. Таким чином він атакує противників і збиває їх. Щоправда, Чьоджі не здатен керувати напрямом руху кулі.
Також Чьоджі використовує стимулятори власного клану, які за силою діляться від наймогутнішої до найслабшої (червона, жовта і зелена відповідно). Коли Чьоджі використав жовту, то дещо змінив своє Кулясте Тайджутсу. Він повністю вкрив своє тіло кунаями й перетворився на кулю, яка, окрім давлення суперників, могла їх сильно поранити загостреними кунаями.
Коли Чьоджі використав червону кульку-стимулятор, то у нього з’явилися крила, створені із суцільних каналів чакри. Тоді Чьоджі був неймовірно схожим на метелика (натяк автора на добру душу хлопця і причину дружби із Шікамару — Чьоджі врятував метелика). Ця форма є надзвичайно сильною, саме завдяки їй Чьоджі вдається перемогти найсильнішого противника. Щоправда, після використання стимуляторів тіло надзвичайно слабне і часто людина втрачає свідомість